# Elka Graham
Elka Graham (n. 20 octombrie 1981, Sydney, Noul Wales de Sud, Australia) este o înotătoare ce a reprezentat Australia, medaliată olimpică. A participat la 2 ediții ale Jocurilor Olimpice (2000, 2004) în care a câștigat două medalii de argint.